# LK I
LK I(독일어: Leichter Kampfwagen, light combat car)는 제1차 세계 대전 당시 독일이 영국의 중형 Mk.A 위핏(Medium Mark A Whippet)을 참고하여 개발한 경전차다. 

## 역사
LK I는 요세프 폴머가 영국의 위핏을 참고하여 설계했다. 스프로켓과 아이들러휠을 기존의 엑셀에 장착하여 다이믈러의 차량 차체를 이용했다. 상용차량을 이용한 관계로, 엔진이 전방에 위치하고, 운전석이 그 뒤에 설치되는 일반 상용 차량의 설계가 그대로 적용되었다. 독일의 기갑 전투 차량 중 최초로 포탑을 장착했으며, 이 포탑에는 7.92mm 맥심 기관총이 설치되었다.

## 외부 추가 정보
- Achtungpanzer.com의 1917년 ~ 1918년 독일 전차